# Teloschistaceae
Teloschistaceae es una familia de líquenes pertenecientes a la clase Lecanoromycetes en Ascomycota.

## Géneros
Caloplaca

Cephalophysis

Fulgensia

Huea

Ioplaca

Josefpoeltia

Seirophora

Teloschistes

Xanthodactylon

Xanthomendoza

Xanthopeltis

Xanthoria